# Buch am Erlbach
Buch là một đô thị thuộc huyện Landshut trong bang Bayern nước Đức. Đô thị Buch am Erlbach có diện tích 26,71 km², dân số thời điểm ngày 31 tháng 12 năm 2006 là 3447 người.